# Минойты
Минойты (бел. Міно́йты) — деревня в Лидском районе Гродненской области Беларуси. Входит в состав Третьяковского сельсовета. На данный момент (2025) население составляет около 2 тыс человек

## География
В 2,5—3 км к югу и юго-западу от деревни размещается Минойтское месторождение песчано-гравийного материала. Две линзообразные залежи связаны с камовыми отложениями сожского оледенения.
В 4 км к западу от деревни находится Пущанское месторождение песков (от названия урочища Пуща). Пластовая залежь связана с флювиогляциальными отложениями времён отступления сожского ледника.

### Гидрография
К востоку от деревни находится Докудовское болото.

### Транспорт
Деревня расположена вдоль участка Лида — Слоним магистрали М11/E85.
На западе расположена железнодорожная станция Минойты (на линии Барановичи — Лида).

## Этимология
От антропонима Minaitis (с патронимическим образователем -ait-) совершенно идентичное литовское название Minaičiai.
С основой Min- также бывшее имя типа Minautas (с образователем -aut-), от которого бывший топоним Миновты (были между Милашово и Рудаками). Было и прусское имя Minaute, есть литовский одноименный топоним Minautuva.

## История
До 30 августа 1957 года деревня входила в состав Гончарского сельсовета.

## Население
| 1999 | 2009  | 2019  |
| ---- | ----- | ----- |
| 1486 | ↘1351 | ↗1524 |

## Инфраструктура
Средняя школа, Лидский дом-интернат «Вялічкі»

## Экономика
Минойтовский ремонтный завод производит сельскохозяйственную технику.

## Культура
- Этнографический музей "Спадчына" ГУО "Минойтовская средняя школа"

## Достопримечательности
- Церковь имени Святого преподобного Елисея Лавришевского (1997)
- Костёл Сердца Иисуса (1928—1929 гг.)
- Братская могила больных Минойтовской психиатрической больницы (№ 5876)

## Галерея

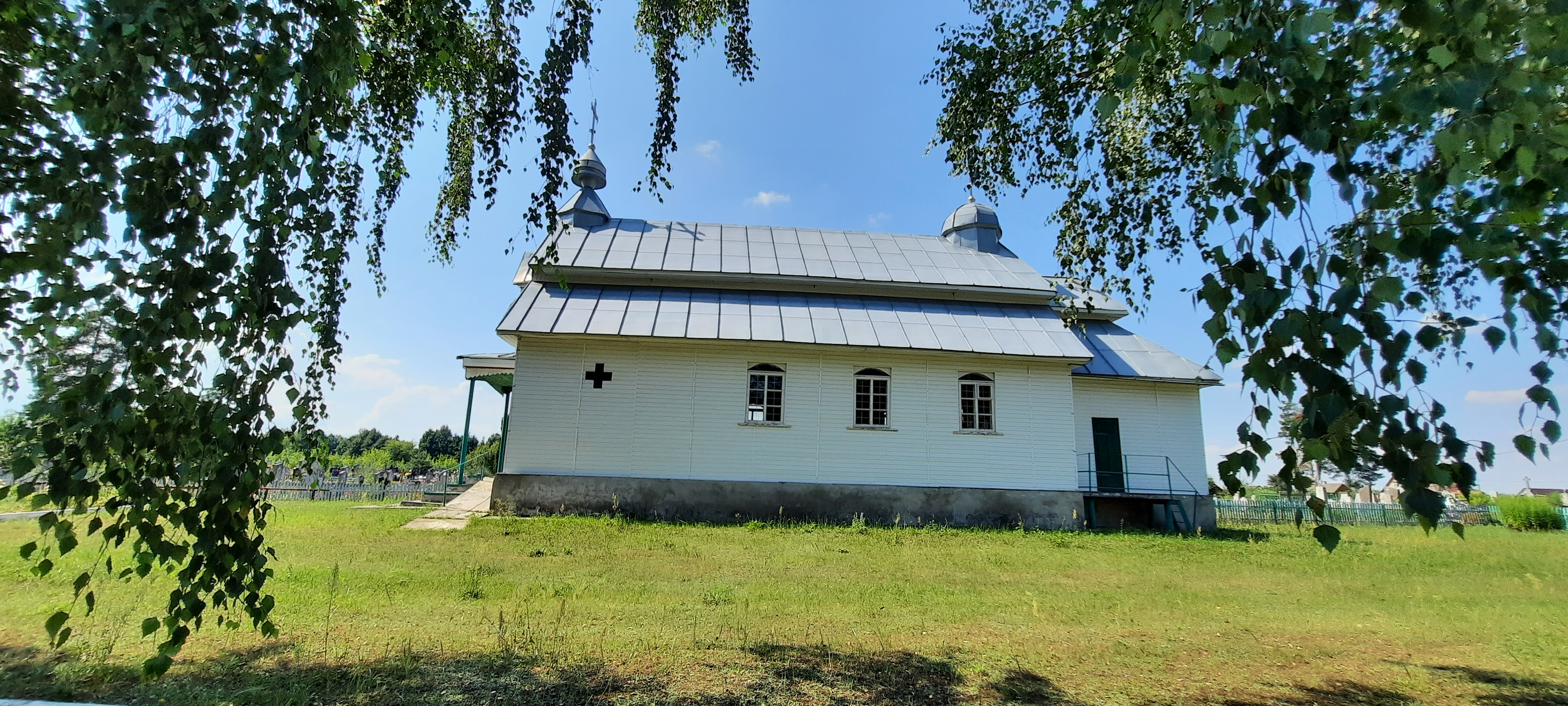
Церковь имени святого преподобного Елисея Лавришевского
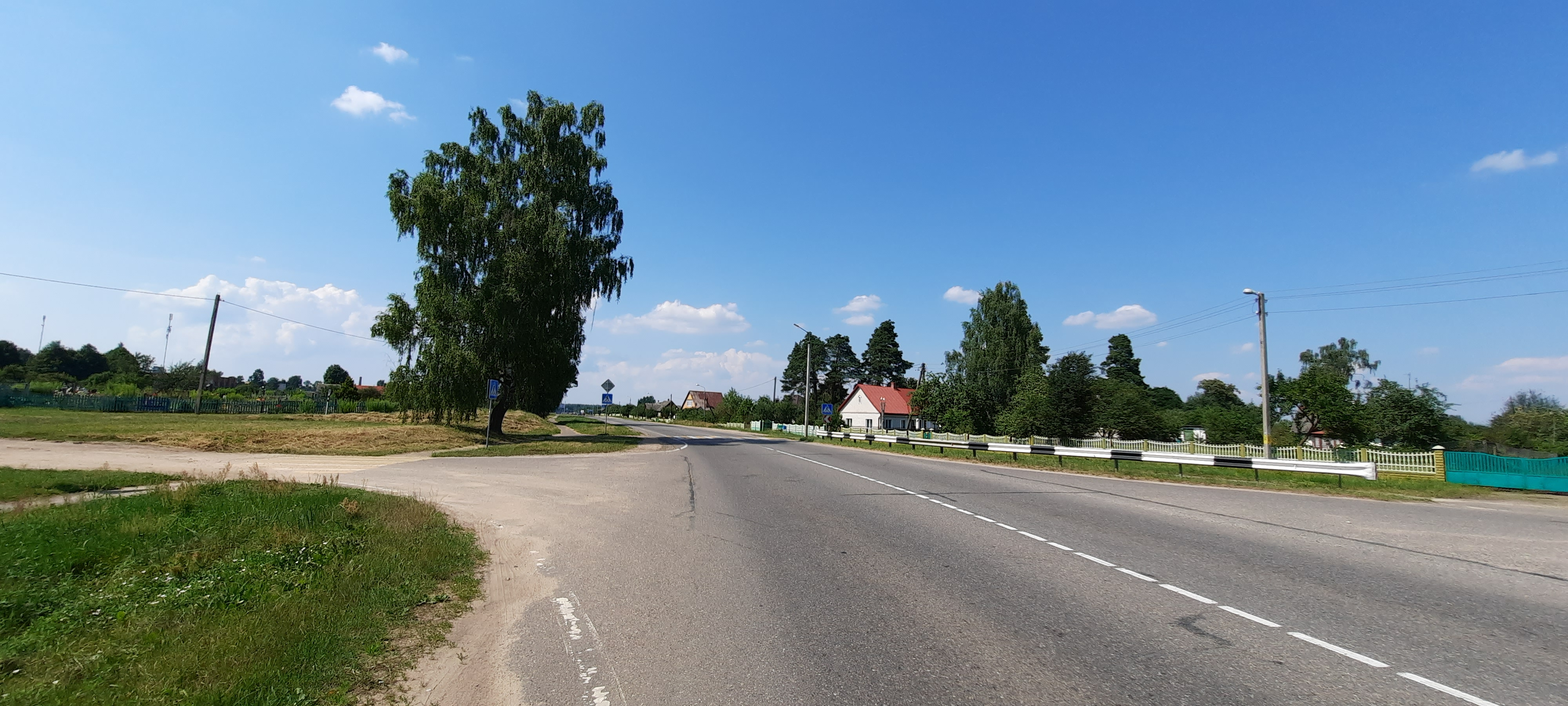
Панорама
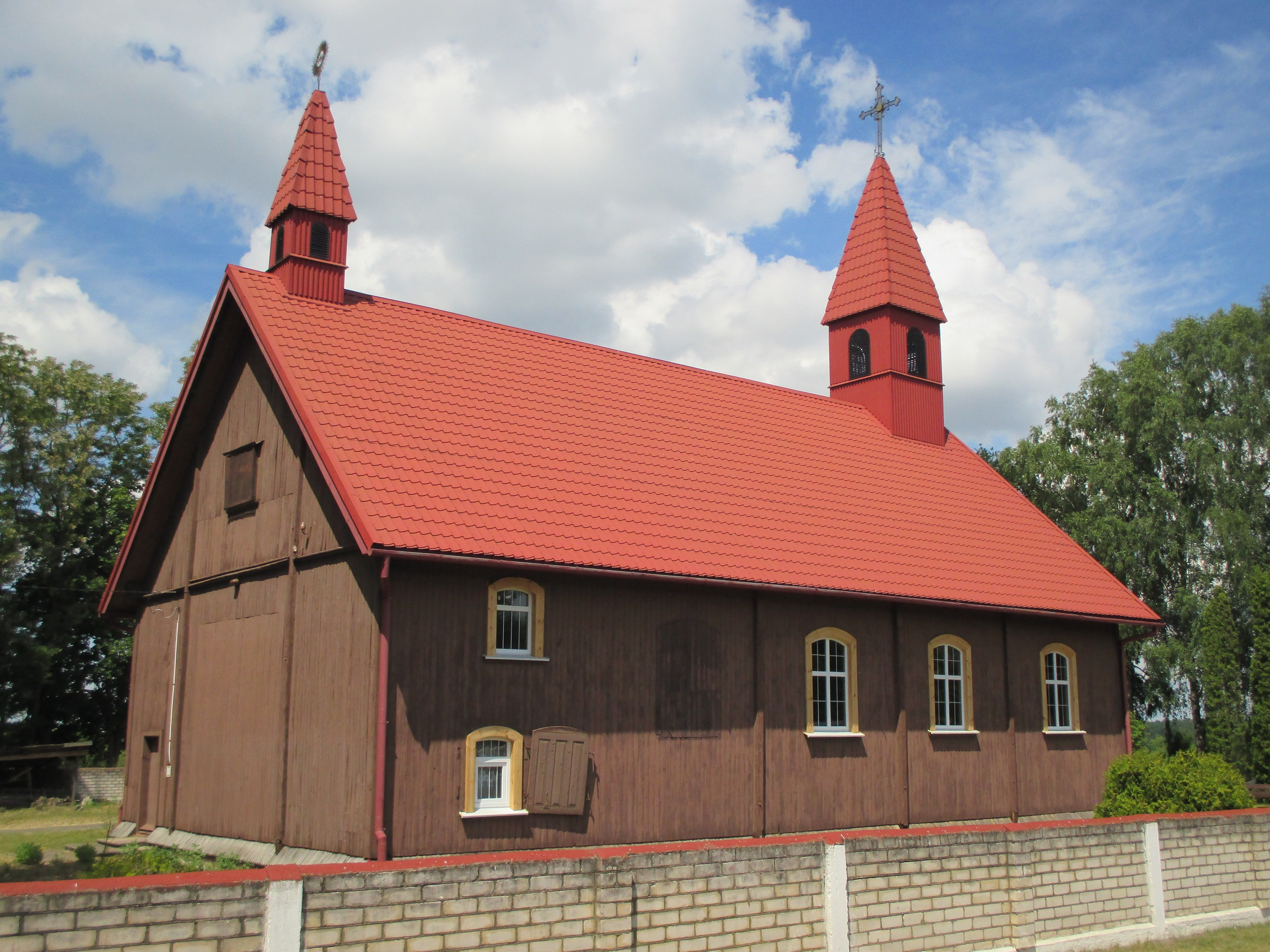
Костёл Сердца Иисуса
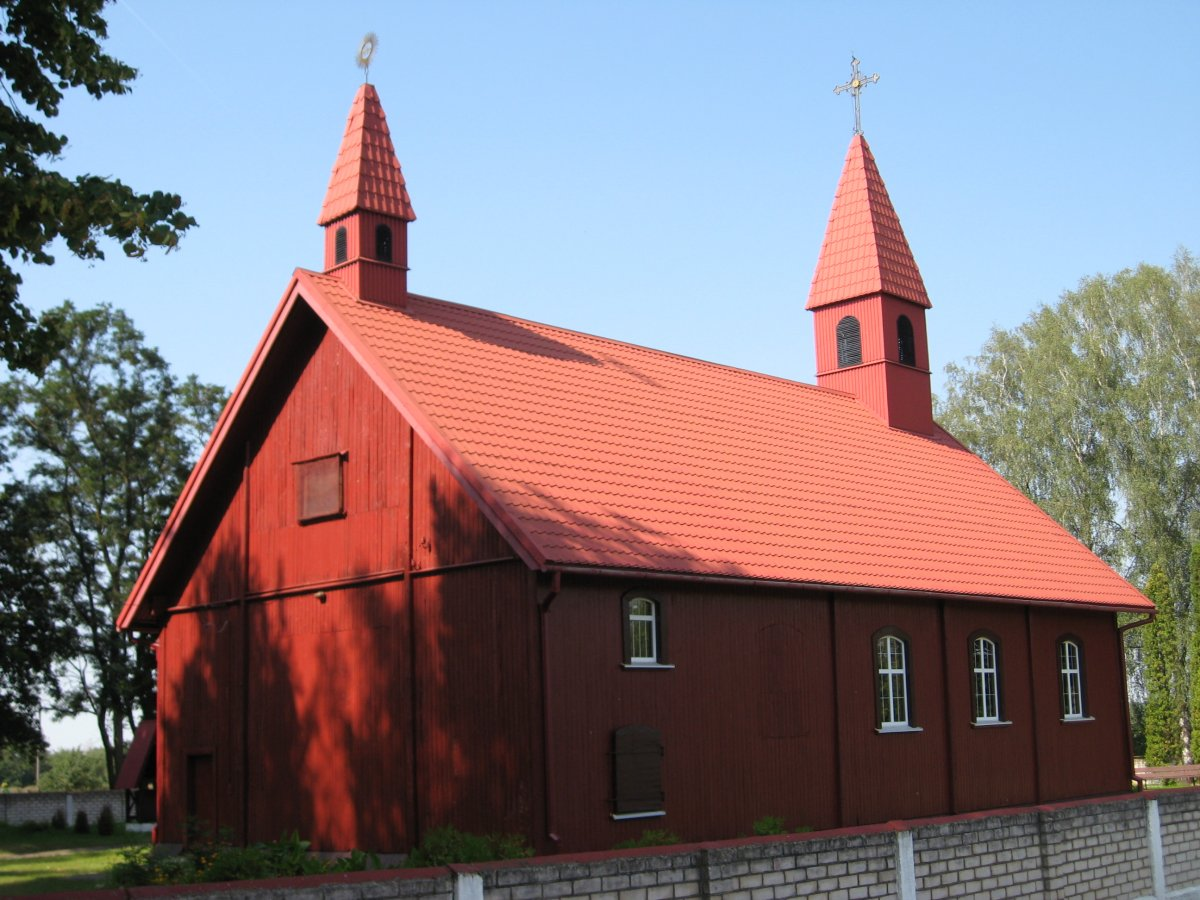
Костёл